# Ellinor Widh
Ellinor Widh (* 29. Juni 1990) ist eine schwedische Badmintonspielerin. 

## Karriere
Ellinor Widh wurde 2009 schwedische Juniorenmeisterin im Damendoppel und im Dameneinzel. Bei den Erwachsenen gewann sie 2012 Silber im Dameneinzel, wobei sie im Finale gegen Elin Bergblom unterlag. Mit diesem Ergebnis qualifizierte sie sich für die Badminton-Europameisterschaft 2012, schied dort jedoch in der zweiten Runde gegen die spätere Bronzemedaillengewinnerin Yao Jie aus. Widh ist neben ihrer Karriere im Badminton auch in der Leichtathletik als Speerwerferin erfolgreich.